# Yonkaira Peña
Yonkaira Paola Peña Isabel (ur. 10 maja 1993 w Santo Domingo) – dominikańska siatkarka, reprezentantka kraju, grająca na pozycji przyjmującej. 

## Sukcesy klubowe
Liga peruwiańska:
- 2012, 2013

Liga japońska:
- 2014

Puchar Challenge:
- 2015

Superpuchar Polski:
- 2015

Puchar Polski:
- 2016

Liga polska:
- 2016

Klubowe Mistrzostwa Ameryki Południowej:
- 2024[3]
- 2018, 2023[4]
- 2025[5]

Liga brazylijska:
- 2024[6]
- 2018, 2023[7]

Puchar Brazylii:
- 2020, 2023[8]

Superpuchar Brazylii:
- 2023[9], 2024[10]

## Sukcesy reprezentacyjne
Volley Masters Montreux:
- 2013

Puchar Panamerykański:
- 2014, 2016, 2021, 2022[11]
- 2013, 2015, 2017, 2018, 2019

Igrzyska Panamerykańskie:
- 2019, 2023[12]
- 2015

Mistrzostwa Świata U-23:
- 2015

Mistrzostwa Ameryki Północnej, Środkowej i Karaibów:
- 2019, 2021, 2023[13]
- 2015

## Nagrody indywidualne
- 2015: Najlepsza przyjmująca Mistrzostw Ameryki Północnej, Środkowej i Karaibów
- 2023: Najlepsza przyjmująca Klubowych Mistrzostw Ameryki Południowej[14]
- 2023: Najlepsza przyjmująca Igrzysk Panamerykańskich[15]
- 2023: MVP Superpucharu Brazylii